# Шан-з-Елизе
„Шан-з-Елизе“ (на френски: Avenue des Champs-Élysées, често съкратено Les Champs-Élysées – „Елисейските полета“, понякога само Les Champs – „Полетата“), е един от централните булеварди в Париж, както и една от най-известните улици в света. Името е свързано с Елисейските полета, които са царството на мъртвите в древногръцката митология.
Строеният още през първите десетилетия на XVII век булевард е дълъг 1910 метра и е широк 70 метра. Започва от площад „Конкорд“ и завършва на площад „Шарл дьо Гол“. Отначало е бил част от парк с езеро, където френските крале се забавлявали. През 1616 г. съпругата на Анри IV – Мария де  Медичи, заповядала на това място да се прокара алея. Само за няколко години тази алея се превърнала в любимо място за разходки на парижаните от всички съсловия. През 1667 г. Луи XIV я удължил и наредил от двете ѝ страни да се засадят дървета.
Наричана е последователно Гран Кур (Grand Cours), Гранд але дю Рул (Grande allée du Roule), Авеню дьо ла Грил Роаял (l’avenue de la Grille Royale), Авеню дьо Пале де Тюйлери (l’avenue du Palais des Tuileries,1680). Името Шан-з-Елизе се появява през 1694 г., но е окончателно прието през 1709 г. Със съвременния си облик „Шан-з-Елизе“ се сдобила през XIX век. В периода 1830 – 1840 г. на булеварда били инсталирани бронзови фенери, край тротоарите били изградени фонтани, строели се театри, кафенета, ресторанти и др. Елисейските полета е традиционното място за военни паради – те се провеждат на 14 юли, в деня на превземането на Бастилията, и на 11 ноември – датата на приключването на Първата световна война.